# Aiga Mizuki
Aiga Mizuki (藍芽 みずき 28 tháng 6 năm 2000 –) là một nữ diễn viên khiêu dâm người Nhật Bản. Cô thuộc về công ti Bambi Promotion.

## Sự nghiệp
Tháng 10/2019 cô ra mắt ngành phim khiêu dâm từ hãng MOODYZ. Khẩu hiệu của cô là "Beppin Cute".  Các nữ diễn viên cô yêu thích là Nanasawa Mia, Hatsukawa Minami, Hashimoto Arina, Amatsuka Moe và Asuka Kirara.
Tháng 8/2022, cô chuyển hãng phim độc quyền sang SOD Create. Cô đã trở thành nữ diễn viên tự do từ năm 2023.

## Đời tư
- Cô sinh ra tại tỉnh Nagano.[2]
- Sở thích và kĩ năng đặc biệt của cô là chơi dương cầm và bơi lội.[3]
- Lần đầu cô quan hệ tình dục là vào năm đầu trung học tại nhà bạn trai, một đàn anh cùng trường trung học. Cô chỉ quan hệ tình dục với 2 người trước khi ra mắt ngành.[4]
- Phần cơ thể của người cùng quan hệ tình dục mà cô yêu thích là tay và cơ hông mạnh mẽ.[5]
- Cô đã ghi phim "SAW" trong mục tác phẩm video yêu thích,[6] tuy nhiên cô thường không thích các phim thể loại kinh dị và kinh dị tàn bạo, và chọn phim này do các yếu tố bí ẩn và tiên đoán của nó.[6]